# امتحان (فیلم ۱۹۹۴)
امتحان (به هندی: Imtihaan) فیلمی محصول سال ۱۹۹۴ و به کارگردانی هری بوجا است. در این فیلم بازیگرانی همچون سیف علی خان، سانی دیول، راوینا تاندون، آسرانی، گلشن گروور، شاکتی کاپور، دالیپ تاهیل ایفای نقش کرده‌اند.
این فیلم در ایران توسط مؤسسه هنر هشتم دوبله و پخش شده‌است.

## داستان
ویکی (سیف علی خان) خوانندهٔ محبوبی است که با پریتی (راوینا تاندون) آشنا شده و عاشق او می‌شود. او اجازه ازدواج با او را از پدرش می‌خواهد که فوراً تأیید می‌کند. پریتی تمایلی به ازدواج ندارد اما به‌خاطر پدرش موافقت می‌کند. خیلی زودی، پدرش بیمار می‌شود و پریتی به او قول می‌دهد که دربارهٔ گذشته‌اش به ویکی چیزی نگوید.
چند سال قبل، پریتی برخلاف میل پدرش عاشق راجا (سانی دئول) شده و با او ازدواج کرده بود. اگرچه این دو با هم بسیار خوشحال بودند، اما زمانی که راجا درگیر تصادف و بعد ناپدید شد، به طرز بی‌رحمانه‌ای از هم جدا شدند. پریتی به خانه پدرش بازگشت و در آنجا متوجه شد که باردار است. او یک دختر به‌دنیا آورد؛ با این حال، پدرش نوزاد را به یتیم‌خانه فرستاد.
پس از ازدواج با ویکی، پریتی از او کاملاً راضی است. او در یتیم‌خانه با دخترش پینکی آشنا می‌شود و تصمیم می‌گیرد او را به‌طور قانونی به فرزندی قبول کند. ویکی که از ارتباط پریتی با پینکی اطلاعی ندارد، با فرزندخواندگی مخالفت می‌کند، زیرا او مشتاقانه منتظر است که روزی فرزندان خود را داشته باشد. پریتی مرتب به ملاقات می‌رود. با این حال، یک غریبه نیز با پریتی تماس می‌گیرد. او تماس‌های تلفنی زیادی از شخصی دریافت می‌کند و بارها در مورد بیرون رفتن خود به ویکی دروغ می‌گوید. ویکی که متقاعد شده پریتی رابطه‌ای خارج از ازدواج دارد، او را دنبال می‌کند. معلوم شد که راجا، شوهر اولش، که زنده است و می‌خواهد پینکی را به فرزندی قبول کند، به او تلفن می‌کند. ویکی وقتی متوجه این موضوع می‌شود، کم‌کم تمام حقیقت را می‌فهمد و قبول می‌کند که پینکی را به فرزندی قبول کند. در ادامه اتفاقاتی رخ می‌دهد که منجر به مرگ راجا می‌شود.

## بازیگران
- سیف علی خان در نقس ویکی
- راوینا تاندون در نقش پریتی
- سانی دئول در نقش راجا
- شاکتی کاپور در نقش شیکار
- دالیپ تاهیل در نقش دیندایال خانا
- گلشن گروور در نقش گلشن
- موهان جوشی در نقش کی‌کی
- آسرانی در نقش نادو
- آوتار گیل در نقش دکتر پاندی
- شامی در نقش مدیر یتیم‌خانه